# 中华人民共和国全国冬季运动会
中华人民共和国全国冬季运动会，简称全国冬运会，是中华人民共和国的大规模冬季项目综合性运动会。第一至第四届作为全国运动会的冬季项目，与全运会的夏季项目作为一项赛事举办。
1983年起，冬季项目从全国运动会中分离，单独设置、筹办全国冬季运动会。
第七届至第十一届全国运动会恢复设置了部分冬季项目；2012年第十二届全国冬季运动会起，全运会的冬季项目转移到全国冬季运动会，次年的第十二届全运会及后续全运会均不设置任何冬季项目。

## 历届冬运会举办情况
| 屆數     | 舉辦時間                                                | 舉辦地                                             |
| -------- | ------------------------------------------------------- | -------------------------------------------------- |
| 第一屆   | 1959年2月1日至2月5日、2月10日至20日                     | 吉林省吉林市 黑龙江省哈尔滨市                      |
| 第二屆   | 未举办                                                  | 吉林省吉林市                                       |
| 第三屆   | 1976年1月21日至1月26日                                  | 黑龙江省哈尔滨市                                   |
| 第四屆   | 1979年2月14日至2月20日、3月4日至3月9日、9月8日至9月17日 | 黑龙江省哈尔滨市 新疆维吾尔自治区乌鲁木齐市 北京市 |
| 第五屆   | 1983年3月12日至3月23日                                  | 黑龙江省哈尔滨市                                   |
| 第六屆   | 1987年3月8日至3月17日                                   | 吉林省吉林市                                       |
| 第七屆   | 1991年2月2日至2月9日                                    | 黑龙江省哈尔滨市                                   |
| 第八屆   | 1995年1月14日至1月24日                                  | 吉林省吉林市                                       |
| 第九屆   | 1999年1月10日至1月19日                                  | 吉林省长春市                                       |
| 第十屆   | 2003年1月5日至1月18日                                   | 黑龙江省哈尔滨市                                   |
| 第十一屆 | 2008年1月18日至1月28日                                  | 黑龙江省齐齐哈尔市                                 |
| 第十二屆 | 2012年1月3日至1月13日                                   | 吉林省长春市、吉林市                               |
| 第十三屆 | 2016年1月20日至1月31日                                  | 新疆维吾尔自治区乌鲁木齐市、昌吉回族自治州         |
| 第十四屆 | 2024年2月17日至2月27日（原於2020年舉辦）                | 内蒙古自治区呼伦贝尔市                             |
| 第十五屆 | 2028年                                                  | 遼寧省瀋陽市、撫順市                               |